# Oroya
Genre
Oroya est un genre de la famille des cactus composé de 3 espèces originaires du Pérou.
Le nom vient de la ville de la Oroya près de laquelle les premières plantes ont été découvertes. La première description a été faite en 1903 par Karl Moritz Schumann en tant qu'Echinocactus peruvianus. Nathaniel Lord Britton et Joseph Nelson Rose l'ont décrit comme un genre à part entière en 1922.
Les plantes sont solitaires de forme globuleuses avec de nombreuses cotes parsemées d'aréoles supportant des épines. Jusqu'à 32 cm de haut et 22 cm de diamètre.
Les fleurs apparaissent au sommet de la plante, souvent réparties en anneau. Elles sont petites (1 cm de diamètre) de couleur jaune avec souvent leur base de couleur rouge ou rosé.

## Espèces
- Oroya peruviana
- Oroya borchersii
- Oroya neoperuviana